# نيل بلومكامب
نيل بلومكامب (Neill Blomkamp) (ولد في 17 سبتمبر 1979) هو مخرج وكاتب ومنتج ورسام إعلاناتٍ وأفلام جنوب أفريقي كندي. يستعمل بلومكامب في أعماله أسلوب تصويرٍ يشبه تصوير الأفلام الوثائقية يعتمد على الكاميرا المحمولة باليد، ليجمع بين التأثيرات الحاسوبية الطبيعية والفوتوغرافية الواقعية. يشتهر نيل بلومكامب بالدرجة الأولى بصفته كاتب ومخرج فلم المقاطعة 9 الذي تلقَّى نقداً إيجابياً كبيراً، وكذلك فلم الخيال العلمي إيليزيم. يعيش بلومكامب في مدينة فانكوفر بولاية كولومبيا البريطانية الكندية.
وضعت مجلة تايم نيل بلومكامب على قائمتها لأكثر 100 شخصٍ تأثيراً في عام 2009، وأما مجلة فوربز فقد اعتبرته رقم 21 بين أكثر المشاهير نفوذاً في قارة أفريقيا.

## النشأة
ولد نيل بلومكامب في مدينة جوهانسبرغ جنوب الأفريقية. التقى وهو في سنّ الـ16 شارلتو كوبلي، الذي كان قد درس في مدرسته الثانوية ذاتها، حيث سمح كوبلي لبلومكامب باستعمال أجهزة الحاسوب في شركته (التي تعمل بإنتاج الأفلام) لإرضاء لهفته وموهبته في تعلم تقنية التصميم والتحريك ثلاثي الأبعاد، في المقابل، ساعدَ بلومكامب كوبلي بالعمل على التصاميم ثلاثية الأبعاد في مشاريع عديدة. عندما بلغ سنّ الـ18 انتقلت عائلته للعيش في فانكوفر بكندا، حيث التحق بمدرسة فانكوفر للأفلام. وأصبح يعمل بعد ذلك في الرسم والتصميم لجهاتٍ عديدة معروفة، منها مجلة بوبيولار ساينس العلميَّة.

## الأفلام
الأفلام الطويلة:
- المقاطعة 9 (District 9): عام 2009، الكاتب والمخرج.
- إيليزيم (Elysium): عام 2013، الكاتب والمخرج.
- تشابي (Chappie): عام 2015، الكاتب والمخرج.

إسهامات أخرى:
- مسلسل ستارغيت إس جي 1 (Stargate SG-1): عام 1998، محرِّك ثلاثي الأبعاد.
- مسلسل سمولفيل (Smallville): عام 2001، محرِّك ثلاثي الأبعاد.

## روابط خارجية
- نيل بلومكامب على موقع IMDb (الإنجليزية)
- نيل بلومكامب على موقع ألو سيني (الفرنسية)
- نيل بلومكامب على موقع ميوزك برينز (الإنجليزية)
- نيل بلومكامب على موقع أول موفي (الإنجليزية)
- نيل بلومكامب على موقع بوكس أوفيس موجو (الإنجليزية)
- نيل بلومكامب على موقع قاعدة بيانات الأفلام السويدية (السويدية)
- نيل بلومكامب على موقع قاعدة بيانات الفيلم (الإنجليزية)
- نيل بلومكامب على موقع كينوبويسك (الروسية)